# Saint-Louis (région)
Pour les articles homonymes, voir Saint-Louis.
La Région de Saint-Louis est l'une des 14 régions administratives du Sénégal, celle située le plus au nord du pays. Le chef-lieu régional est la ville de Saint-Louis.

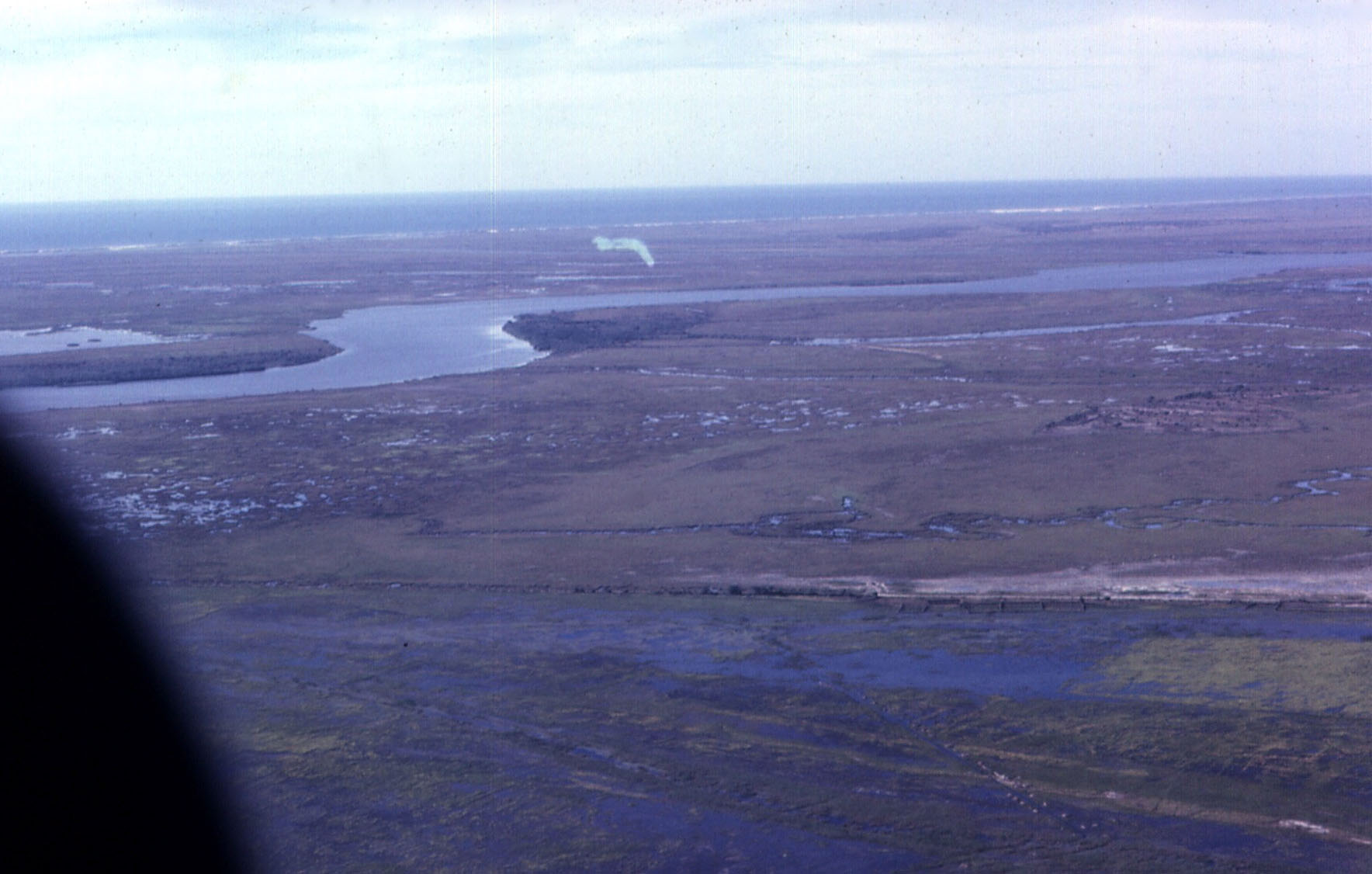
Le fleuve Sénégal non loin de Saint-Louis.

## Situation
Elle longe la frontière mauritanienne jusqu'à l'embouchure du fleuve Sénégal. 
| Trarza           | Trarza                |        |
| Océan Atlantique | région de Saint-Louis | Brakna |
| Louga            | Louga                 | Matam  |

## Histoire
Le découpage actuel résulte du décret n° 2002-166 du 21 février 2002. Auparavant la région, plus étendue, comprenait également Matam et ses environs.

## Organisation territoriale

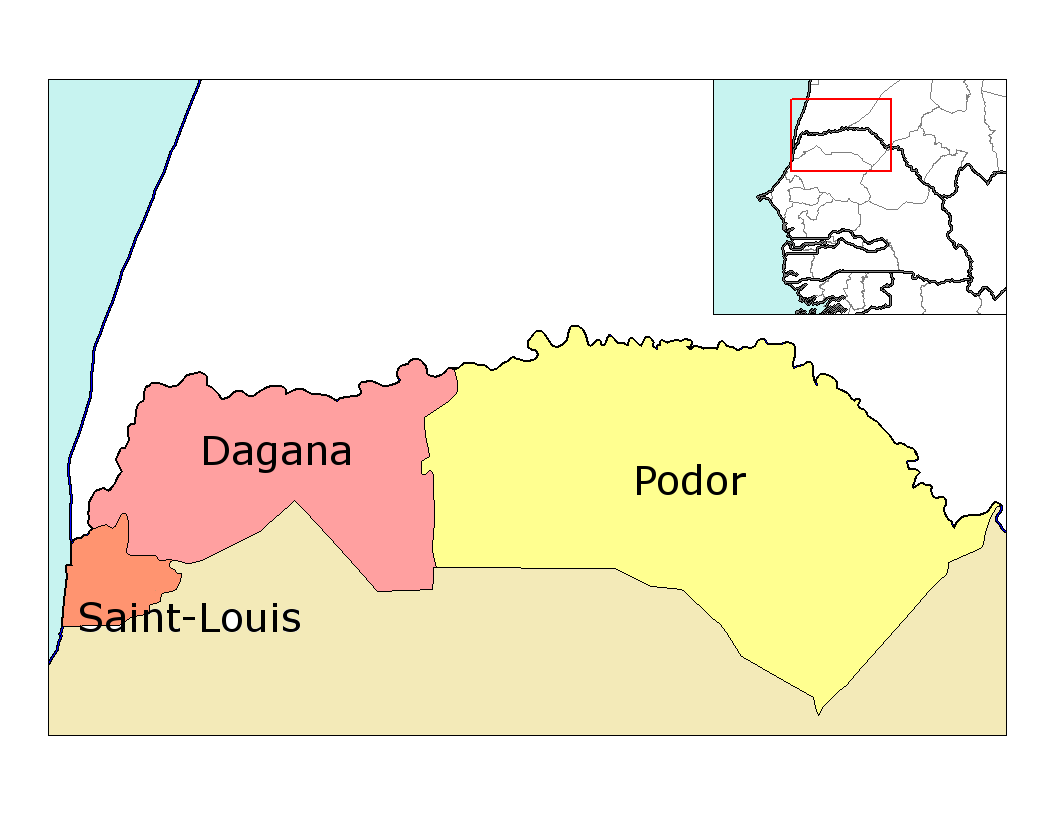
Carte des départements.

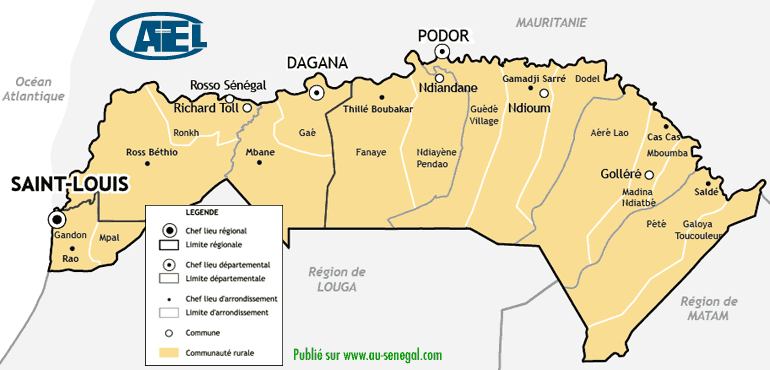

La région est composée de 3 départements :
- Dagana ;
- Podor ;
- Saint-Louis.

### Arrondissements
La région comprend 7 arrondissements :
- Ndiaye ;
- Mbane ;
- Cas-Cas ;
- Gamadji Saré ;
- Saldé ;
- Thillé Boubacar ;
- Rao.

### Communes
Les localités ayant le statut de commune sont nombreuses, la plupart sont de création récente (2008).
- Dagana
- Richard-Toll
- Rosso, créée en 2002
- Gaé, créée en 2008
- Ross Béthio (2008)
- Golléré
- Niandane (2002)
- Ndioum
- Podor
- Mboumba (2008)
- Guédé Chantier (2008)
- Démette (2008)
- Galoya Toucouleur (2008)
- Saint-Louis
- Mpal (2008)
- Aéré Lao (2008)
- Pété (2008)
- Walaldé (2008)
- Bodé Lao (2008)
- Ndombo Sandjiry (2011)